# Edvard Ferjančič
Edvard Ferjančič, slovenski rimokatoliški duhovnik, * 14. marec 1898, Vipava, † 19. september 1957, Kojsko.

## Življenje in delo
Rodil se je očetu pismonoši Francu in materi Mariji (rojena Kodelja). Ljudsko šolo je obiskoval v rojstnem kraju. Leta 1917 je moral kot sedmošolec Zavoda svetega Stanislava k vojakom. Bojeval se je na raznih bojiščih, med drugim tudi na Soški fronti. Vojaško službo pa je končal kot Maistrov borec na Koroškem. Po končani gimnaziji je študiral bogoslovje v  Ljubljani in Gorici in bil 6. avgusta 1922 posvečen. Najprej je v letih 1922−1925 služboval v Solkanu in nato v raznih krajih.  Leta 1944 ga je goriški nadškof imenoval za župnika v Kojskem, tu je ostal, dokler se ni smrtno ponesrečil pri krasitvi cerkve ob pripravi za birmo.
Ferjančič je marca 1943 z ilegalnim imenom Taras začel sodelovati z Osvobodilno fronto. Jeseni 1943 je bil izvoljen najprej za tajnika, nato pa za predsednika okrajnega narodnoosvobodilnega odbora. V tem času je reševal svoje vernike pred nemškimi vdori. Kasneje je sprejel mesto verskega referenta pri Pokrajinskem narodnoosvobodilnem odboru. Po vojni je bil med soustanovitelji primorskega pokrajinskega odbora duhovnikov Osvobodilne fronte.